# Foiba Rossetta
La Grotta della Rossetta è una cavità carsica a sviluppo pressoché verticale che si trova nel territorio del comune di Tonezza del Cimone (VI), non lontana dal centro abitato. 
Venne utilizzata nel primo dopoguerra per liberarsi di ordigni inesplosi di difficile disinnesco. Nella stessa voragine sono stati anche gettati capi di bestiame abbattuto in quanto vittime di epidemia zootecnica.
L'ambiente che sbocca in superficie ha una profondità di 43 m e secondo alcuni nel fondo circolerebbe acqua.

## Infoibamento del 1º maggio 1945
Nei giorni della strage di Pedescala, si innesta il fatto dell'infoibamento. Il giorno 1 maggio 1945 i partigiani del Btg. "Cirillo Bressan" della Bgt. "Pasubiana" gruppo "Garemi" uccisero, facendoli cadere nel baratro, diciotto soldati tedeschi, un sacerdote ortodosso, un militare della GNR (Gino Pernigotto) e la sua fidanzata 19nne di Vicenza (Bruna Triestina Sesso). Si trattava in gran parte dei soldati russo/ucraini della Wehrmacht catturati nel sonno a Pedescala il mattino del 29 aprile. I prigionieri erano stati dapprima rinchiusi nel bunker-comando della brigata "Pasubiana" (si trattava di una vasta galleria della Grande Guerra che passava sotto la chiesa di Pedescala, dotata di illuminazione elettrica). Poi vennero condotti a Tonezza dai partigiani di "Ivan" (Costa Giuseppe) del Btg. "Cirillo Bressan".
Alcuni prigionieri passarono sotto le finestre dell'abitazione di Lidia Fontana. Secondo la testimonianza della donna, erano emaciati e mal ridotti. Uno di loro gridava piangendo in un italiano stentato, che aveva tre bambini che lo stavano aspettando e che voleva solo tornare a casa. Lo stesso episodio è riferito da Mario Pettinà il quale si adoperò col suo comandante affinché rinunciasse ad ucciderlo. Ne ebbe in risposta che se non avesse smesso sarebbe stato gettato nell'abisso anche lui.
Don Antonio Lovato al tempo parroco di Tonezza, fu chiamato ad essere presente all'infoibamento e ne fu testimone. A lui si aggrappò il prete ortodosso che faceva parte dei prigionieri. I partigiani lo staccarono e lo infoibarono.
La domenica successiva, il parroco don Antonio Lovato, durante la messa tacciò di "assassini" i partigiani che avevano commesso la strage. Dopo pochi mesi fu trasferito.  La sua eredità storica fu raccolta dal suo successore don Giuseppe Marcazzan (parroco a Tonezza per decenni) il quale scrisse del fatto e rilasciò interviste.
Secondo i suoi approfondimenti, lo stesso giorno i partigiani avevano mandato una staffetta (Costanza Canale) per chiedere al loro comandante Germano Baron "Turco" cosa fare dei prigionieri. Egli aveva risposto, scrivendolo su una banconota da 2 Lire, di lasciarli andare a casa in quanto la guerra era finita.
Invece poche ore dopo avvenne la loro esecuzione mediante infoibamento a gruppi di 3, dopo averli derubati e spogliati di pantaloni e stivali, da parte di: Giuseppe Costa "Ivan", Pietro Sartori "Colombo". Ad uno dei prigionieri fu dato il compito di redigere un elenco con i nomi di tutti, cosa che fece. Poi fu infoibato anche lui. 
Don Marcazzan ha anche dichiarato che a Tonezza il clima del periodo e del dopoguerra era appesantito dai comportamenti dei partigiani e che gli abitanti civili ne erano succubi. Raccontò che uno dei prigionieri, il quale indossava un giubbotto di cuoio, supplicò di non essere ucciso. Un partigiano lo spostò a lato, per poi sparargli alla schiena. Lo stesso partigiano circolava nel dopoguerra indossando il giubbotto con i fori dei proiettili. Anche gli stivali (di cui erano state private le vittime prima di infoibarle) furono largamente indossati ed ostentati per anni dagli ex partigiani. 
Sempre secondo il prelato, negli ultimi mesi di guerra sparì una giovane villeggiante, un uomo finì in fondo ad un burrone ed un ospite della parrocchia fu ucciso. Non mancarono neanche sepolture clandestine fatte di notte al cimitero del paese. 
Solo Lino Dalla Valle ebbe il coraggio di opporsi. Egli e sua moglie Regina Sella avevano rifocillato i partigiani ed i prigionieri presso la sua abitazione, durante la notte tra il 30 aprile e il 1º maggio. Al mattino alla partenza verso la Grotta della Rossetta, i partigiani gli chiesero di partecipare all'uccisione, ma lui si rifiutò. 

### Le indagini
Germano Baron "Turco" (comandante della Bgt. "Pasubiana" da cui dipendeva il Btg. Bressan) morì l'8 luglio successivo (il giorno seguente all'eccidio di Schio), in circostanze mai chiarite, vittima ufficialmente di un incidente stradale. Il comandante partigiano "Nembo" (Giovanni Giacomelli) che aveva il controllo di tutta l'area della Valdastico, interrogato nel dopoguerra dagli alleati, dichiarò di non conoscere il bunker (che invece ospitava il suo comando). 
La prima indagine giudiziaria di cui si abbia notizia risale al 1998, aperta dopo un esposto da parte del Comitato Vittime di Pedescala e condotta dal procuratore Fojadelli. Venne interrogato Giuseppe Costa ("Ivan") affiancato dal difensore d'ufficio Andrea Benedetti. Il Costa dichiarò di non essere stato presente ai fatti e di non saperne niente. Questo nonostante la sua stessa annotazione nel resoconto del Btg. Bressan. Dato il lunghissimo tempo trascorso, l'inchiesta non ebbe alcun esito penale essendo gran parte dei presunti colpevoli e dei testimoni deceduti.
Nel corso delle indagini, è stata prodotta la copia cartacea di un articolo del 22 gennaio 1955 del giornale "Il Secolo d'Italia". Il documento trattava della riesumazione dei corpi avvenuta pochi mesi prima. Il giornale elenca però anche i nomi degli artefici della strage, citando espressamente: Giuseppe Costa e Remigio Dalla Via quali comandanti del reparto partigiano che materialmente perpetrò la strage. Altri partigiani partecipanti citati sono: Giuseppe Dalla Via, Nello Sella, Giulio Pettinà, Diego Canale, Ermenegildo Canale, Rino Canale.

### Riesumazioni
I resti delle vittime furono riesumati nel dopoguerra in due riprese. Il 30/03/1950 il comune di Tonezza recuperò quelli di 1 donna e di 7 tedeschi (russo/ucraini), ma l'operazione fu sospesa al rinvenimento degli ordigni inesplosi della Grande Guerra. Successivamente nel 1955 secondo quanto riportato dallo storico Luca Valente (il 14/06/1954 secondo altri) i Vigili del Fuoco recuperarono altri 12 corpi (15 secondo lo stesso Valente) per un totale quindi di 23 vittime. Considerando questo ultimo dato, oltre ai 19 tedeschi ed ai 2 italiani, rimarrebbero altre 2 vittime ignote (potrebbero essere i residenti "spariti" citati da don Marcazzan). 
Uno dei corpi fu rinvenuto in posizione seduta, con la schiena appoggiata alla parete, una posizione compatibile con il fatto che fosse rimasto vivo dopo la caduta. Il fatto potrebbe essere una conferma al racconto dei paesani secondo i quali si udirono lamenti nei giorni successivi.

## La grotta oggi
Come accaduto in casi analoghi per altre foibe (a titolo di esempio quella di Monte San Lorenzo), l'apertura della grotta venne ben presto chiusa con dei massi. Fino ai primi anni 2000 esisteva una croce di legno posta sopra i massi stessi. Dal 2012 la croce è stata rimossa e l'unica traccia dell'esistenza della cavità è costituita dalla borchia metallica del Catasto Regionale Grotte, imbullonata ad un sasso.